# 클래런스 길리어드

클래런스 길리어드 (2018년)

클래런스 길리어드(Clarence Gilyard, 1955년 12월 24일 ~ 2022년 11월 28일)는 미국의 배우이다.
모제스레이크에서 태어났다.

## 출연

### 방송
- 시티 레인져
- 덕 패밀리
- 기동순찰대

### 영화
- 반전손님 (2016년)
- 더 섹터 (2016년)
- 체이싱 셰익스피어 (2013년) - 제레미아 워드 역
- 레프트 비하인드 2 (2002년)
- 레프트 비하인드 (2001년) - 브루스 반스 역
- 시티 레인져 3 (1994년)
- 시티 레인져 (1993년)
- FBI (1989년)
- 다이 하드 (1988년) - 테오 역
- 탑건 (1986년) - 선다운 역
- 덕 패밀리 (1984년)
- 신나는 개구쟁이 (1978년)